# Georg Biundo
Georg Biundo (* 10. Januar 1892 in Frankfurt am Main; † 11. Januar 1988 in Frankenthal (Pfalz)) war ein deutscher evangelischer Geistlicher und Historiker.

## Leben
Biundo, Sohn eines Kaufmanns aus einer kurpfälzischen Familie mit italienischen Vorfahren, studierte evangelische Theologie, Geschichte und Philosophie 1910 bis 1914 in Straßburg, Berlin und Heidelberg und wurde nach dem Ersten Weltkrieg zunächst Stadtvikar in Kaiserslautern, 1919 Pfarrer in Thaleischweiler, 1928 in Bellheim, 1932 in Annweiler am Trifels. 
In der Weimarer Republik war er im Stahlhelm, Bund der Frontsoldaten aktiv; 1933 schloss er sich den Deutschen Christen an, und 1942 war er Mitarbeiter am Eisenacher Institut zur Erforschung und Beseitigung des jüdischen Einflusses auf das deutsche kirchliche Leben.
Nach Teilnahme am Zweiten Weltkrieg als Reserveoffizier wurde er 1946 Pfarrer in Roxheim. 1953 trat er in den Ruhestand.
Biundo veröffentlichte zahlreiche Beiträge zur Orts- und Kirchengeschichte. 1925 wurde er nach der Gründung des Vereins für Pfälzische Kirchengeschichte zum Schriftleiter der Blätter für Pfälzische Kirchengeschichte ernannt, eine Funktion, die er bis 1958 innehatte. Sein 1930 herausgegebenes Pfälzisches Pfarrer- und Schulmeisterbuch wurde zum Standardwerk. Ersetzt wurde es später erst durch das ebenfalls von ihm bearbeitete Werk Die evangelischen Geistlichen der Pfalz seit der Reformation (Neustadt/Aisch 1968). Noch während des Zweiten Weltkrieges promovierte Biundo 1941 in Heidelberg mit einer Arbeit über den Reformator Kaspar Aquila. 1946 wurde er Dozent, 1949 Honorarprofessor für rheinisch-pfälzische Kirchengeschichte an der Universität Mainz.

## Auszeichnungen
- 1967: Bundesverdienstkreuz 1. Klasse
- 1984: Verdienstorden des Landes Rheinland-Pfalz
- Die Gemeinden Annweiler und Roxheim ernannten Biundo zu ihrem Ehrenbürger.

## Weitere Veröffentlichungen
- Geschichte Thaleischweilers und seiner Umgebung. Thaleischweiler 1924.
- Bellheim im Wandel der Zeiten. Bellheim 1930.
- Annweiler. Geschichte einer alten Reichsstadt. Annweiler 1937.
- Regesten der Reichsfeste Trifels. Kaiserslautern 1940.
- Erzbischof Adalbert von Mainz, Trifels und Reich. Annweiler 1942.
- Regesten der ehemaligen Augustinerpropstei Hördt. Speyer 1954.